# Équipe cycliste Andalucía
Pour les articles homonymes, voir Andalucia (homonymie).
L'équipe cycliste Andalucía est une équipe espagnole de cyclisme sur route, active de 2005 à 2013. Créée en 2005 sous le nom d'Andalucía-Paul Versan, elle devient l'équipe cycliste Andalucía en 2007. Elle court avec une licence d'équipe continentale professionnelle à partir de 2006. Elle participe donc principalement aux épreuves de l'UCI Europe Tour et bénéficie d'invitations sur des courses du ProTour. Luis Pérez Rodríguez a ainsi été vainqueur d'étape du Tour d'Espagne 2007. Elle disparaît au cours du mois de février 2013.

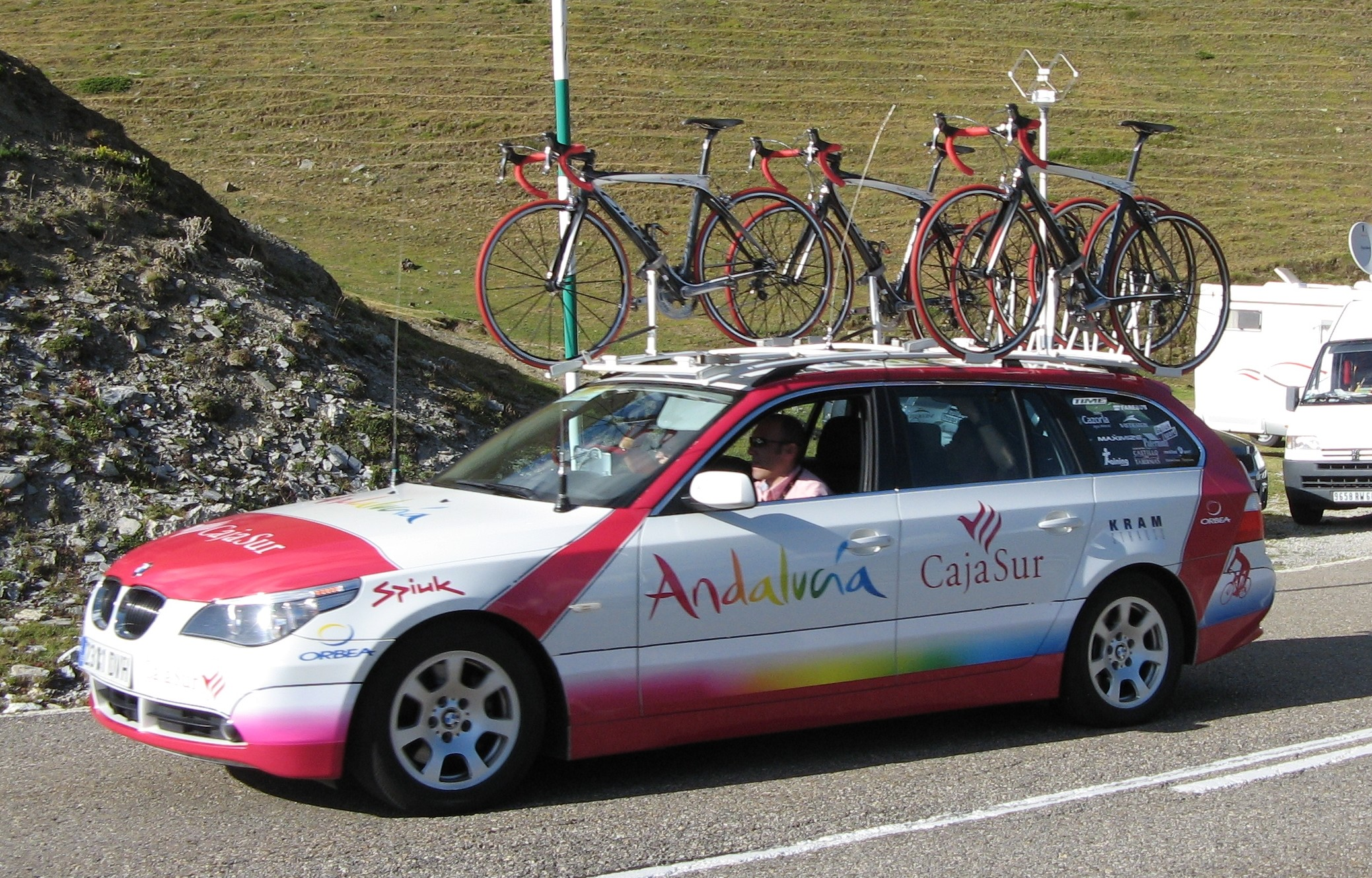
Voiture de l'équipe durant le Tour d'Espagne 2008

## Histoire
L'équipe est créée en 2005 pour permettre aux coureurs d'Andalousie de participer aux compétitions internationales, sur le modèle de l'équipe Euskaltel-Euskadi pour les coureurs basques. En 2005, elle intègre le groupe des équipes continentales avec un effectif essentiellement composé de coureurs néoprofessionnels.
Elle devient en 2006 une équipe continentale professionnelle et peut dès lors bénéficier d'invitations sur les épreuves du ProTour. Elle participa avec succès au Tour de Catalogne, où Luis Pérez Romero et Adolfo García Quesada remportèrent chacun une étape.
En 2007, CajaSur devient co-sponsor à la place de Paul Versan. Cette saison voit l'arrivée de Luis Pérez Rodríguez, en provenance de Cofidis, qui vient effectuer sa dernière saison. Il obtient les meilleurs résultats de l'équipe en 2007, avec une victoire finale sur la Clásica de Alcobendas, et l'étape d'Ávila du Tour d'Espagne, auquel Andalucía-CajaSur participait pour la première fois.
L'équipe disparaît le 8 février 2013.

## Classements UCI

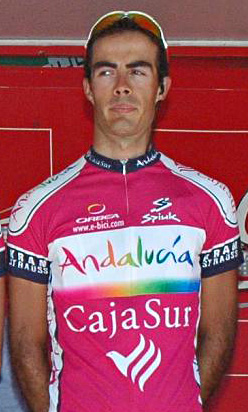
Antonio Piedra, équipe Andalousie-Cajasur, Vélo Basque 2008.

L'équipe Andalucía participe aux circuits continentaux et principalement aux épreuves du calendrier l'UCI Europe Tour depuis sa création en 2005. Le tableau ci-dessous présente les classements de l'équipe sur les différents circuits, ainsi que son meilleur coureur au classement individuel. En 2009 et 2010, un classement mondial a été mis en place.
UCI America Tour
| Saison | Classement par équipes | Meilleur coureur au classement individuel |
| ------ | ---------------------- | ----------------------------------------- |
| 2007   | 18e                    | Luis Pérez Romero (41e)                   |
| 2009   | 28e                    | Xavier Tondo (151e)                       |
| 2011   | 25e                    | Antonio Piedra (132e)                     |
| 2012   | 31e                    | Juan José Lobato (169e)                   |

UCI Asia Tour
| Saison | Classement par équipes | Meilleur coureur au classement individuel |
| ------ | ---------------------- | ----------------------------------------- |
| 2011   | 31e                    | Pablo Lechuga (141e)                      |
| 2012   | 16e                    | Javier Ramírez Abeja (23e)                |

UCI Europe Tour
| Saison | Classement par équipes | Meilleur coureur au classement individuel |
| ------ | ---------------------- | ----------------------------------------- |
| 2005   | 31e                    | Carlos Castaño Panadero (29e)             |
| 2006   | 39e                    | Adolfo García Quesada (66e)               |
| 2007   | 44e                    | Manuel Vázquez Hueso (99e)                |
| 2008   | 58e                    | Francisco Ventoso (117e)                  |
| 2009   | 24e                    | Xavier Tondo (14e)                        |
| 2010   | 30e                    | Ángel Vicioso (26e)                       |
| 2011   | 62e                    | Juan José Lobato (123e)                   |
| 2012   | 75e                    | Adrián Palomares (244e)                   |

En 2009, le classement du ProTour est supprimé et remplacé par le Classement mondial UCI. Celui-ci compile les points acquis lors d'épreuves du Calendrier mondial UCI et intègre les équipes continentales professionnelles, ce qui n'était pas le cas du classement du ProTour.
| Saison | Classement par équipes | Meilleur coureur au classement individuel |
| ------ | ---------------------- | ----------------------------------------- |
| 2009   | 29e                    | Xavier Tondo (123e)                       |
| 2010   | 32e                    | Javier Moreno (246e)                      |

## Résultats sur les grands tours
- Tour de France
  - 0 participation
  - 0 victoire d'étape
- Tour d'Italie
  - 0 participation
  - 0 victoire d'étape
- Tour d'Espagne
  - 6 participations (2007, 2008, 2009, 2010, 2011, 2012)
  - 1 victoire d'étape :
    - 1 en 2007 : Luis Pérez Rodríguez

## Andalucía en 2012[3]

### Effectif
| Cycliste             | Date de naissance | Nationalité | Équipe 2011            |  |
| -------------------- | ----------------- | ----------- | ---------------------- |  |
| José Aguilar Vega    | 17 novembre 1986  | Espagne     | Andalucía amateur      |  |
| Antonio Cabello      | 5 janvier 1990    | Espagne     | Andalucía-Caja Granada |  |
| José Luis Caño       | 28 avril 1988     | Espagne     | Andalucía-Caja Granada |  |
| Sergio Carrasco      | 17 février 1985   | Espagne     | Andalucía-Caja Granada |  |
| Gustavo César Veloso | 29 janvier 1980   | Espagne     |                        |  |
| Javier Chacón        | 29 juillet 1985   | Espagne     | Andalucía amateur      |  |
| Pablo Lechuga        | 16 août 1990      | Espagne     | Andalucía-Caja Granada |  |
| Juan José Lobato     | 29 décembre 1988  | Espagne     | Andalucía-Caja Granada |  |
| Román Osuna          | 15 septembre 1989 | Espagne     | Andalucía amateur      |  |
| Adrián Palomares     | 18 février 1976   | Espagne     | Andalucía-Caja Granada |  |
| Javier Ramírez Abeja | 14 mars 1978      | Espagne     | Andalucía-Caja Granada |  |
| José Luis Roldán     | 13 novembre 1985  | Espagne     | Andalucía-Caja Granada |  |
| Jesús Rosendo        | 16 mars 1982      | Espagne     | Andalucía-Caja Granada |  |
| Eloy Ruiz            | 7 janvier 1989    | Espagne     | Andalucía-Caja Granada |  |
| Jordi Simón          | 6 septembre 1990  | Espagne     | Caja Rural amateur     |  |
| José Vicente Toribio | 22 décembre 1985  | Espagne     | Andalucía-Caja Granada |  |
| Stagiaire            | Date de naissance | Nationalité | Équipe 2013            |  |
| Francisco Clavijo    | 25 janvier 1992   | Espagne     | Andalucía U23          |  |
| Jesús Alberto Rubio  | 25 décembre 1989  | Espagne     | Andalucía U23          |  |
| Andrés Vigil         | 26 septembre 1988 | Espagne     | Andalucía U23          |  |

### Victoires
| Date       | Course                                   | Pays    | Classe | Vainqueur            |
| ---------- | ---------------------------------------- | ------- | ------ | -------------------- |
| 06/01/2012 | 2e étape du Tour du Chili                | Chili   | 2.2    | Juan José Lobato     |
| 10/01/2012 | 5eb étape du Tour du Chili               | Chili   | 2.2    | Javier Ramírez Abeja |
| 12/01/2012 | 7e étape du Tour du Chili                | Chili   | 2.2    | Adrián Palomares     |
| 15/01/2012 | 10e étape du Tour du Chili               | Chili   | 2.2    | Juan José Lobato     |
| 20/02/2012 | 1re étape du Tour d'Andalousie           | Espagne | 2.1    | Javier Ramírez Abeja |
| 11/05/2012 | 1re étape du Tour d'Azerbaïdjan          | Iran    | 2.2    | Javier Ramírez Abeja |
| 15/05/2012 | 5e étape du Tour d'Azerbaïdjan           | Iran    | 2.2    | Javier Ramírez Abeja |
| 16/05/2012 | Classement général du Tour d'Azerbaïdjan | Iran    | 2.2    | Javier Ramírez Abeja |
| 03/07/2012 | 5e étape du Tour du lac Qinghai          | Chine   | 2.HC   | Juan José Lobato     |

## Saisons précédentes

Galerie d'image
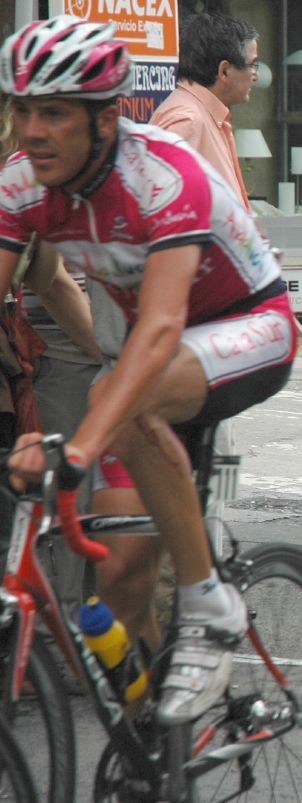
Luis Pérez Rodríguez, lors de la Bicyclette basque 2007.
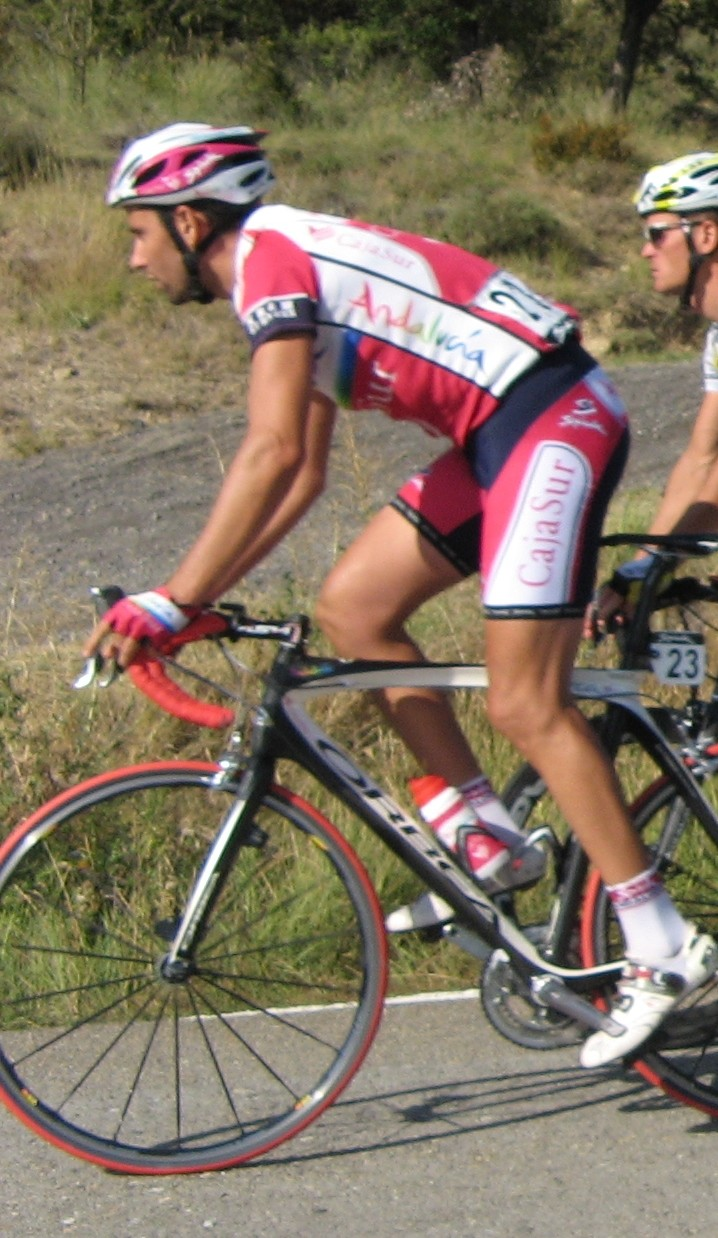
José Antonio Lopez Gil au Tour d'Espagne 2008.
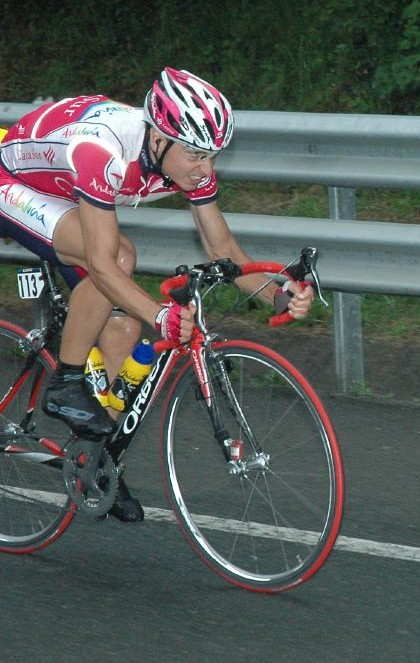
José Antonio Carrasco lors de la Bicyclette basque 2007.
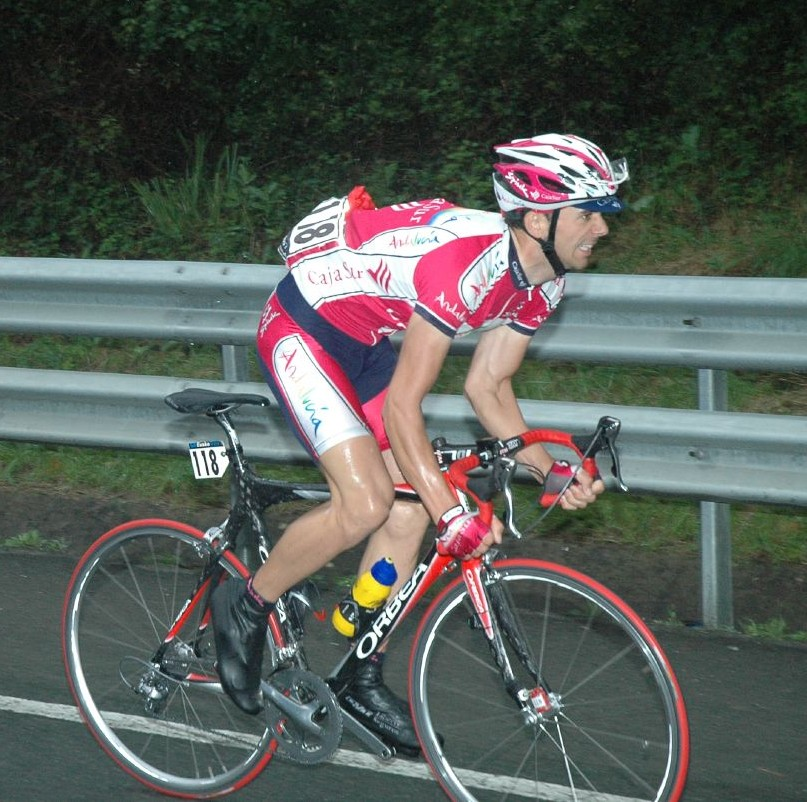
Jesús Rosendo lors de la Bicyclette basque 2007.